# Maaouya Ould Sid'Ahmed Taya
Maaouya Ould Sid' Ahmed Taya (in arabo معاوية ولد سيد أحمد الطايع‎?; 1943) è un militare e politico mauritano, Primo ministro dal 1981 al 1984 e Presidente dal 1984 al 2005.
Taya, nato presso una tribù di marabutti (gli Smassides) nella città di Atar e assai noto per le poche simpatie verso il Marocco e il Polisario e per la sua neutralità riguardo all'annosa questione del Sahara occidentale, è diventato presidente il 12 dicembre del 1984 grazie a un colpo di Stato. In 21 anni di regime si è reso protagonista di una politica interna anti islamica e dura nei confronti dell'opposizione, di una politica estera che dopo la prima Guerra del Golfo vede rafforzare l'amicizia con gli USA e Israele, tanto che nel 1999 la Mauritania riconosce diplomaticamente lo Stato di Israele. Tale atteggiamento non favorì i rapporti con gli altri paesi del Maghreb e della Lega Araba in generale. 
Sopravvissuto a tre tentativi di golpe militare, il 3 agosto 2005, approfittando della temporanea assenza del presidente in Arabia Saudita per i funerali di re Fahd, viene deposto senza spargimento di sangue dal Conseil Militaire pour la Justice et la Démocratie (CMJD). 
Attualmente vive in esilio in Qatar.